# Политический кризис на Украине (2008)
Политический кризис на Украине 2008 года является логическим продолжением политического кризиса 2007 года и общей политической ситуации на Украине, сложившейся после Оранжевой революции.
Политический кризис 2008 года фактически состоит из двух кризисов. Первый начался с того, что 18 января 2008 года в ходе визита в штаб-квартиру НАТО в Брюсселе министр иностранных дел Украины Владимир Огрызко передал генеральному секретарю НАТО Япу де Хоп Схефферу письмо, подписанное президентом Виктором Ющенко, премьер-министром Юлией Тимошенко и спикером Верховной Рады Арсением Яценюком о стремлении присоединиться к Плану действий относительно членства в НАТО на саммите в Бухаресте в апреле 2008 года. После того, от американского сенатора Ричарда Лугара, приехавшего с визитом на Украину, украинцы узнали об этом письме , на два месяца была парализована работа украинского парламента.
Второй же кризис начался, когда 16 сентября 2008 спикер Верховной Рады Арсений Яценюк объявил о развале правящей «оранжевой» коалиции Блока Юлии Тимошенко(БЮТ) и пропрезидентского блока «Наша Украина — Народная самооборона» , который объявил о выходе из альянса с БЮТ, после того как бютовцы вместе с «регионалами» приняли ряд законопроектов, ограничивающих президентские полномочия.
Поводом к обострению послужило обсуждение в Верховной Раде Украины войны между Россией и Грузией в августе 2008 года.
Указ Президента Украины от 9 октября 2008 года № 911/2008 «О досрочном прекращении полномочий Верховной Рады Украины VI созыва и назначении внеочередных выборов» опубликован 10 октября, внеочередные выборы назначены на 7 декабря 2008 года.
10 октября, после опубликования и вступления в силу указа, БЮТ опротестовал его в суде. Окружной административный суд Киева приостановил действие указа.
Действие указа было остановлено указом № 952 от 20 октября 2008 года.

## Хронология развития событий
18 января 2008 года в ходе визита в штаб-квартиру НАТО в Брюсселе Министр иностранных дел Украины Владимир Огрызко передал генеральному секретарю НАТО Япу де Хоп Схефферу письмо, подписанное президентом Виктором Ющенко, премьер-министром Юлией Тимошенко и спикером Верховной Рады Арсением Яценюком о стремлении присоединиться к Плану действий относительно членства в НАТО на саммите в Бухаресте в апреле 2008 года. После того, от американского сенатора Ричарда Лугара, приехавшего с визитом на Украину украинцы узнали об этом письме, на два месяца была парализована работа украинского парламента. Узнав о письме, фракции Компартии и Партии Регионов опубликовали заявление, в котором заявили: «Подписание Ющенко, Тимошенко, Яценюком письма-обращения к руководству НАТО по сути означает начало процедуры вступления Украины в НАТО. Нас возмущает, что украинский народ узнал об этом из уст сенатора Лугара. Это демонстрирует, что власть встала на авантюрный путь. Боясь своего народа, кулуарно, втроем, за закрытыми дверями решает она судьбу нашего государства. При этом ни парламент, ни правительство, ни какие-либо другие коллегиальные органы этот вопрос не рассматривали. Опираясь на мнение абсолютного большинства граждан Украины, наших избирателей, мы требуем отзыва „письма трех“. Мы обращаемся к руководству НАТО с тем, что „письмо трех“ не выражает волю украинского народа, не является предметом политического консенсуса, а вносит дополнительное напряжение в украинское общество, что неминуемо приведет к ухудшению отношений Украины с Североатлантическим альянсом. В связи с этим фракциями Партии регионов и Коммунистической партии Украины принято решение блокировать работу украинского Парламента, требуя от подписантов — Ющенко, Тимошенко, Яценюка — отозвать письмо о присоединении Украины к НАТО. Обращаем также внимание Председателя Верховной Рады, что при подписании письма Вы вышли за рамки конституционных полномочий и требований Регламента Верховной Рады. В связи с этим мы просим Вас отозвать Вашу подпись под данным письмом. В противном случае мы будем действовать адекватно, исходя из законодательства нашего государства.»
В результате 25 января украинский парламент не смог провести последнее пленарное заседание перед закрытием первой сессии Верховной Рады VI созыва из-за блокирования зала и президиума Верховной Рады оппозиционной Партией регионов. Работа парламента была парализована на 2 месяца, и только в начале марта 2008 Верховная Рада вновь начала функционировать, после того как был принят вариант Партии Регионов постановления относительно НАТО. В нём говорится, что решение о вступлении Украины в НАТО «принимается по результатам референдума, который может быть проведен по народной инициативе».

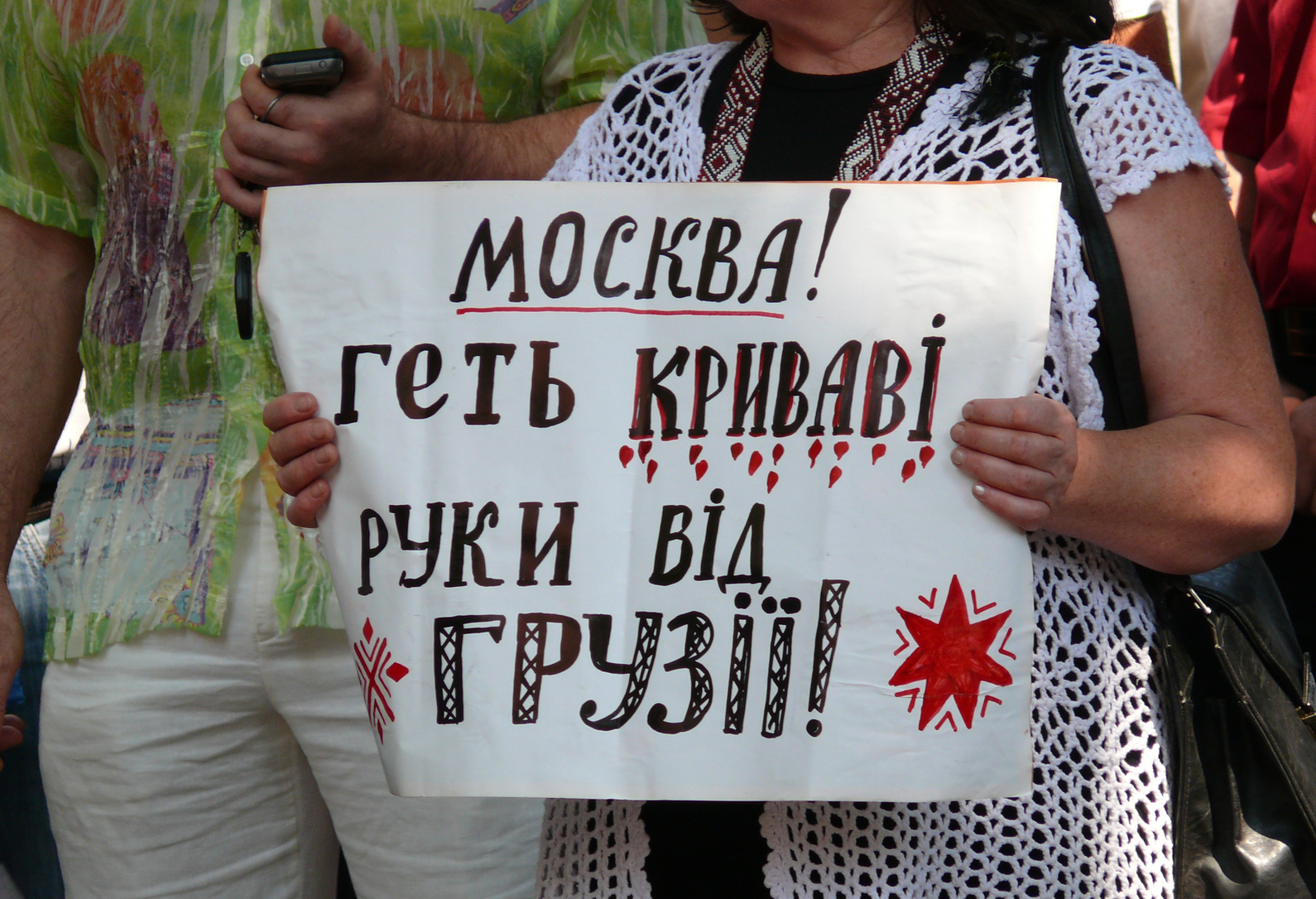
Пикетирование Генконсульства России в Харькове 12 августа 2008 года в связи с войной в Грузии. Плакат у участников прогрузинского пикета.

Очередной виток кризиса начался со спора между президентом Виктором Ющенко (в котором его поддержала НУНС) и представителями остальных политических сил, в первую очередь — премьер-министром Юлией Тимошенко, из-за различной оценки событий в Грузии. Президент проводил курс поддержки Грузии и сильной критики России, тогда как другие стороны придерживались других точек зрения, от нейтральной позиции, не одобряющей любые вооруженные столкновения, до резко отрицательной оценки действий Президента Грузии Михаила Саакашвили.
После голосований за законопроекты, которые перераспределяют властные полномочия в сторону снижения президентских полномочий, а также создают правовые основы для процедуры импичмента президента, принятые более чем 300 голосами, фракция блока «Наша Украина — Народная самооборона», которая выступала категорически против таких шагов, приняла решение о выходе из коалиции, о чём поставила в известность фракцию БЮТ и передала соответствующее заявление в секретариат Верховной Рады.
16 сентября 2008 года председатель Верховной Рады Арсений Яценюк официально объявил на пленарном заседании о расформировании демократической коалиции.
17 сентября Арсений Яценюк заявил о сложении полномочий председателя Верховной рады Украины, как это предусматривалось коалиционным соглашением. Такой его шаг не означает, что он прекратил выполнять функции председателя Верховной Рады — Яценюк будет их исполнять до избрания Верховной Рады седьмого созыва или формирования новой коалиции в Раде шестого созыва, на что законодательством предусматривается 1 месяц, по истечении которого Президент Украины может назначить внеочередные выборы.

### Внеочередные выборы
8 октября Ющенко выступил с телеобращением к народу Украины, в котором объявил о роспуске Верховной Рады.
Внеочередные выборы назначены на 7 декабря 2008 года.
По мнению БЮТ, а также председателя парламентского комитета по вопросам правосудия Сергея Кивалова, Ющенко не имел права распустить Верховную Раду до середины ноября 2008 года (в оценке конкретной даты мнения расходятся). В статье 90 Конституции Украины, на которую они ссылаются, речь идет о запрете роспуска Президентом в течение 1 года, если Верховная Рада была избрана на внеочередных выборах в результате досрочного прекращения её полномочий указом Президента.
Однако, в указе Президента Украины № 497/2007 «О назначении внеочередных выборов в Верховную Раду Украины в связи с неполномочность Верховной Рады Украины и досрочным прекращением её полномочий» (в редакции указа № 675/2007), речь идет о неполномочности Верховной Рады в результате невыполнения нормы, установленной частью второй статьи 82 Конституции Украины, а также решением Конституционного Суда Украины от 17 октября 2002 года № 17-рп/2002, то есть сделан акцент на то, что полномочия Верховной Рады прекратились по независящим от В. Ющенко причинам.
8 октября Блок Юлии Тимошенко подготовил все документы для судебного обжалования решения президента Украины Виктора Ющенко о досрочных парламентских выборах.

Указ Президента Украины от 9 октября 2008 года № 911/2008 опубликован 10 октября в газетах «Голос Украины» и «Урядовий кур'єр»,, несмотря на намерения Ющенко опубликовать указ только после внесения изменений в закон о выборах и в бюджет (относительно финансирования внеочередных выборов), и, соответственно, с этого момента вступил в силу.

### Отмена внеочередных выборов
10 октября Окружной административный суд Киева приостановил действие указа президента Украины о досрочном прекращении полномочий Верховной Рады и назначении внеочередных выборов, после чего Ющенко своим указом уволил судью окружного суда Келеберду.
11 октября Центральная избирательная комиссия Украины объявила о выполнении постановления суда о запрете организации внеочередных выборов.
13 октября Ющенко ликвидировал окружной суд Киева, который отменил его указ, и создал вместо него Центральный окружной административный суд города Киева и Левобережный окружной административный суд города Киева.

### Опросы общественного мнения
Согласно опросам общественного мнения, в случае проведения выборов в Верховную Раду в январе 2008 года, лидирует Блок Юлии Тимошенко, за который проголосовало бы 29 % опрошенных. Партию регионов поддержали бы 21 %, за пропрезидентский блок «Наша Украина — Народная самооборона» отдали бы свои голоса 9 % опрошенных, за Коммунистическую партию и Блок Литвина — по 3 % опрошенных.
В рейтинге симпатий потенциальных кандидатов в президенты лидирует премьер-министр Украины Юлия Тимошенко с 25 %, на втором месте находится глава Партии регионов Виктор Янукович с 20 % и на третьем месте — действующий президент Виктор Ющенко с 13 %.
В первой половине июня 2008 года за Партию регионов готовы были проголосовать 22,8 % всех избирателей, за Блок Юлии Тимошенко — 18 %, за «Нашу Украину — Народную самооборону» — 5,1 %, за Блок Литвина отдали бы свои голоса 4,5 %, за Коммунистическую партию — 4,2 %.
После развала правящей коалиции Блока Юлии Тимошенко и блока «Наша Украина — Народная самооборона», в случае проведения досрочных парламентских выборов за Партию регионов отдали бы голоса 20,2 % опрошенных, за БЮТ — 17,3 %, за «Нашу Украину» — 7,9 %, за партию Арсения Яценюка — 3,5 %. В случае проведения досрочных президентских выборов, то за Виктора Януковича проголосовали бы 17,9 % опрошенных, Юлию Тимошенко — 15,3 %, Виктора Ющенко — 10,5 %.
Согласно опросу общественного мнения, проведённого с 30 сентября по 8 октября 2008 года, на досрочных парламентских выборах наибольшую поддержку получил бы Блок Юлии Тимошенко — 24,5 %. Далее следуют Партия регионов — 23,9 %, Коммунистическая партия — 4,4 %, «Наша Украина» — 4,2 % и Блок Литвина — 3,7 %.
В случае досрочных президентских выборов, наибольшую поддержку получила бы действующий премьер Юлия Тимошенко — 26,0 %. За Виктора Януковича проголовало бы 25,1 % опрошенных, за действующего президента Виктора Ющенко — 6,5 %, за Владимира Литвина — 4,9 %, за Петра Симоненко — 4,3 %.

## Завершение кризиса
Политический кризис завершился с избранием Владимира Литвина на должность председателя Верховной Рады 8 декабря 2008 года. На следующий день Владимир Литвин сообщил о восстановлении демократической коалиции, в которую теперь также вошёл и Блок Литвина. Юлия Тимошенко в качестве премьер-министра Украины выступила по телевидению и заявила об окончании политического кризиса 2008 года.